# Marek Grala
Marek Grala (ur. 15 lutego 1954 w Sierpcu, zm. 19 stycznia 2022) – polski poeta.

## Życiorys
Laureat Nagrody Poetyckiej im. Kazimiery Iłłakowiczówny 1984 za najlepszy debiut poetycki roku za tom Przegryźć kaganiec.  Publikował m.in. w Akancie, Odrze, Twórczości. Juror ogólnopolskich konkursów poetyckich i literackich: „Jesienna Chryzantema”, im. Władysława Broniewskiego „O liść dębu”, „O ludzką twarz człowieka”, im. Szaloma Asza. Członek Stowarzyszenia Pisarzy Polskich.

## Książki
- Na pierwszy rzut oka (Zarząd Główny SZSP, Warszawa 1976) - arkusz
- Przegryźć kaganiec (Państwowe Wydawnictwo Iskry, Warszawa 1983)
- W południe przy księżycu (Młodzieżowa Agencja Wydawnicza, Warszawa 1985)
- Pejzaż domowego ogniska (Wydawnictwo Łódzkie, Łódź 1986)
- Ostatni wieczór autorski (Wydawnictwo Poznańskie, Poznań 1988)
- Wiersze 1973-1995 (Dom Kultury, Płock 1995)
- Niepotrzebne nikomu do szczęścia /prawie bajki/ (Fall, Kraków 1998)
- Bajka o dobrym człowieku (Agpress, Płock 2002)